# Одбојка на песку на Летњим олимпијским играма
Одбојка на песку је спорт који је настао као варијанта традиционалне дворанске одбојке. Као место игре користе се углавном пешчане плаже где је спорт и настао. Иако је одбојка на песку у почетку била углавном само забава, постепено је прерасла у прави такмичарски спорт, што је довело до тога да је од Олимпијских игара 1996. у Атланти постала део породице олимпијских спортова истовремено за мушкарце и жене.
На досадашњим играма највише успеха у обе конкуренције имали су представници САД.

## Освајачи медаља у одбојци на песку

### Мушкарци
| Олимпијске игре | Злато                                                 | Сребро                                        | Бронза                                       |
| --------------- | ----------------------------------------------------- | --------------------------------------------- | -------------------------------------------- |
| Атланта 1996.   | Сједињене Државе · Чарлс „Карч“ Кирали · и Кент Стефс | Сједињене Државе · Мајкл Дод · и Мајк Витмарш | Канада · Џон Чајлд · и Марк Хиз              |
| Сиднеј 2000.    | Сједињене Државе · Дејн Блантон · и Ерик Фонојмоана   | Бразил · Жозе Марко Мело · и Рикардо Сантос   | Немачка · Аксел Хагер · и Јерг Ахман         |
| Атина 2004.     | Бразил · Рикардо Алекс Сантос · и Емануел Рего        | Шпанија · Хавијер Босма · и Пабло Ерера       | Швајцарска · Штефан Кобел · и Патрик Хојшер  |
| Пекинг 2008.    | Сједињене Државе · Тод Роџерс · и Фил Далхаусер       | Бразил · Марсио Араужо · и Фарио Луиз Магелан | Бразил · Рикардо Сантос · и Емануел Рего     |
| Лондон 2012.    | Немачка · Јулијус Бринк · и Јонас Рекерман            | Бразил · Алисон Керути · и Емануел Рего       | Летонија · Мартинш Плавинш · и Јанис Смединш |

#### Биланс медаља
| Екипа            | Злато | Сребро | Бронза | Укупно |
| Сједињене Државе | 3     | 1      | 0      | 4      |
| Бразил           | 1     | 3      | 1      | 5      |
| Немачка          | 1     | 0      | 1      | 2      |
| Шпанија          | 0     | 1      | 0      | 1      |
| Канада           | 0     | 0      | 1      | 1      |
| Летонија         | 0     | 0      | 1      | 1      |
| Швајцарска       | 0     | 0      | 1      | 1      |
| Укупно (7)       | 5     | 5      | 5      | 15     |

### Жене
| Олимпијске игре | Злато                                                     | Сребро                                             | Бронза                                                  |
| --------------- | --------------------------------------------------------- | -------------------------------------------------- | ------------------------------------------------------- |
| Атланта 1996.   | Бразил · Жаклин Силва Круз · и Сандра Пирес Таварес       | Бразил · Моника Родригез · и Адријана Самуел Рамос | Аустралија · Натали Кук · и Кери Потхарст               |
| Сиднеј 2000.    | Аустралија · Натали Кук · и Кери Потхарст                 | Бразил · Адријана Бехар · и Шелда Беде             | Бразил · Адријана Самуел Рамос · и Сандра Пирес Таварес |
| Атина 2004.     | Сједињене Државе · Кери Волш · и Мисти Меј                | Бразил · Шелда Беде · и Адријана Бехар             | Сједињене Државе · Холи Макпик · и Елејн Јангс          |
| Пекинг 2008.    | Сједињене Државе · Кери Волш · и Мисти Меј Тринор         | Кина · Тјен Ђа · и Ванг Ђе                         | Кина · Чен Сјуе · иЏанг Си                              |
| Лондон 2012.    | Сједињене Државе · Мисти Меј Тринор · и Кери Волш-Џенингс | Сједињене Државе · Џенифер Кеси · и Ејприл Рос     | Бразил · Жулијана Фелисберта · и Лариса Франса          |

#### Биланс медаља
| Екипа            | Злато | Сребро | Бронза | Укупно |
| Сједињене Државе | 3     | 1      | 1      | 2      |
| Бразил           | 1     | 3      | 2      | 5      |
| Аустралија       | 1     | 0      | 1      | 2      |
| Кина             | 0     | 1      | 1      | 2      |
| Укупно (4)       | 5     | 5      | 5      | 15     |